# Platanthera correllii
Platanthera correllii är en orkidéart som beskrevs av Willi Jürgen Schrenk. Platanthera correllii ingår i släktet nattvioler, och familjen orkidéer. Inga underarter finns listade i Catalogue of Life.